# اتحادیه بین‌المللی راه‌آهن‌ها

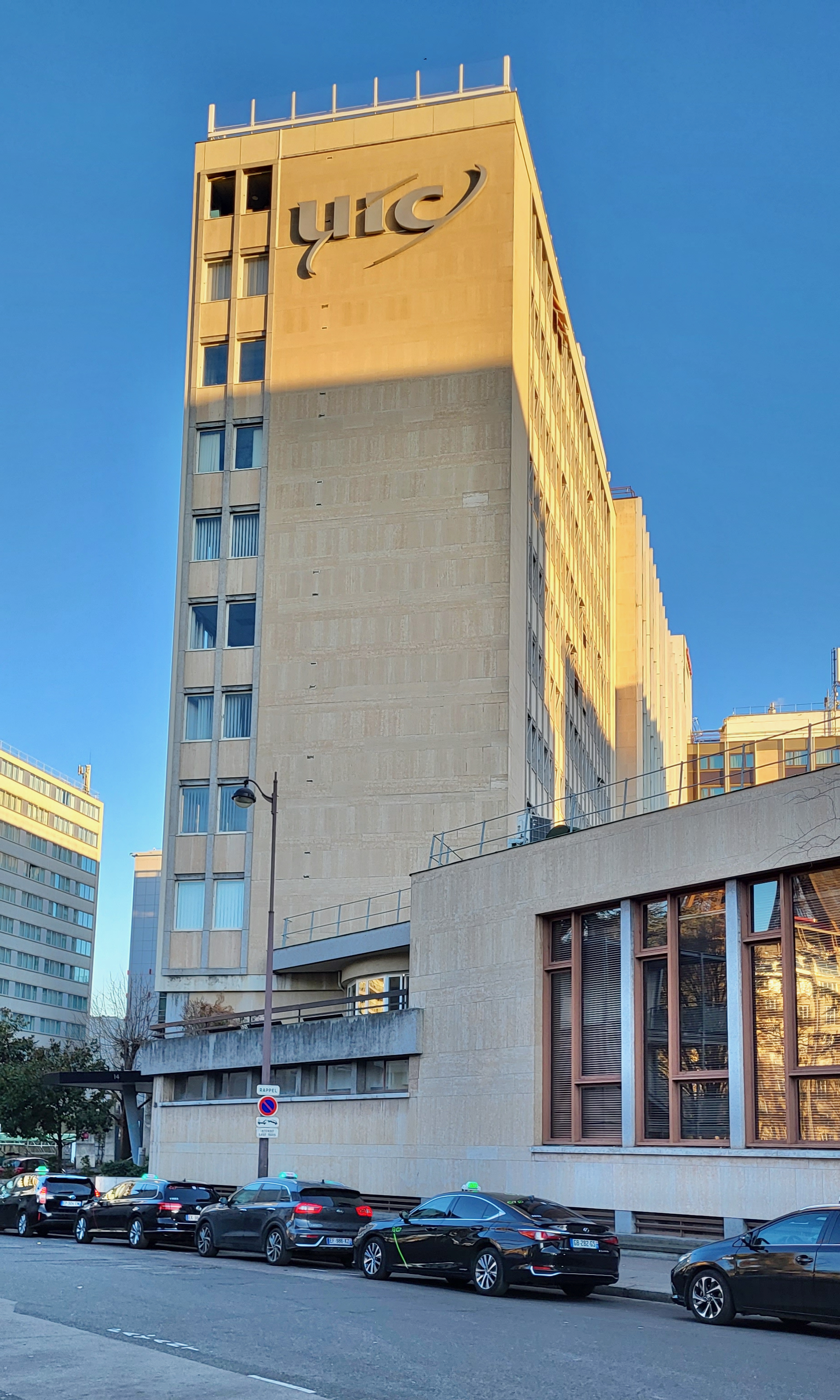
UIC مخففInternational Union of Railways که در فرانسوی کلمه union جلو تر از internatinal می آید.

اتحادیهٔ بین‌المللی راه‌آهن‌ها در سال ۱۹۲۲ تأسیس شد و هم‌اکنون ۱۹۹ عضو از ۵ قاره دارد.
۸۲ عضو فعال، ۸۲ عضو اصلی و ۳۵ عضو پیوسته هستند.
اعضا این اتحادیه جمعاً ۱٬۰۰۰٬۰۰۰ کیلومتر شبکه دارد.

## مرکزیت
مقر این اتحادیه در شهر پاریس است.